# Frâncești
Frânceşti é uma comuna romena localizada no distrito de Vâlcea, na região de Oltênia. A comuna possui uma área de  km² e sua população era de 5655 habitantes segundo o censo de 2007.